# Quelea-de-cabeça-vermelha
A quelea-de-cabeça-vermelha (Quelea erythrops) é uma espécie de ave do gênero Quelea da família Ploceidae. É encontrada em Angola, Benin, Botswana, Burkina Faso, Burundi, Camarões, República Centro-Africana, Chade, República do Congo, República Democrática do Congo, Costa do Marfim, Guiné Equatorial, Etiópia, Gabão, Gâmbia, Gana, Guiné, Guiné-Bissau, Quênia, Libéria, Malawi, Mali, Moçambique, Níger, Nigéria, Ruanda, São Tomé e Príncipe, Senegal, Serra Leoa, África do Sul, Sudão, Essuatíni, Tanzânia, Togo, Uganda, Zâmbia e Zimbabué.

## Taxonomia e nomenclatura
Em 1847, uma quelea-de-cabeça-vermelha foi coletada para estudos por Carl Weiss na ilha de São Tomé, e, depois de sua chegada ao Museu de Hamburgo, foi descrita pela primeira vez para a ciência por Gustav Hartlaub, em 1848, que a nomeou Ploceus erythrops. Em 1951, Hans von Boetticher considerou a quelea-cardeal e a quelea-de-cabeça-vermelha suficientemente diferentes da quelea-de-bico-vermelho para criar um novo gênero, o Queleopsis.
O epíteto erythrops deriva da palavra grega ἐρυθρός (eruthros), que significa "vermelho" e ὄψ (ops) que significa "olho" ou "cara", referindo-se à cabeça vermelha. O seu nome vernáculo em swahili é kwelea kichwa-chekundu.

### Filogenia
Com base em recentes análises de DNA, a quelea-de-cabeça-vermelha forma um clado com a quelea-cardeal (Q. cardinalis ), e este clado é de um grupo-irmão da quelea-de-bico-vermelho (Q. quelea). O gênero Quelea pertence ao grupo de tecelões verdadeiros (subfamília Ploceinae) e está relacionado ao gênero Foudia, um gênero de seis ou sete espécies que ocorrem em ilhas do Oceano Índico Ocidental. Este clado é um grupo-irmão de espécies asiáticas do gênero Ploceus . A seguinte árvore representa a visão atual das relações entre as espécies Quelea e seus parentes mais próximos.
|  | Q. quelea                                                      |
|  |                                                                |
|  | \| \| Q. cardinalis \| \| \| \| \| \| Q. erythrops \| \| \| \| |
|  |                                                                |
|  | Q. cardinalis                                                  |
|  |                                                                |
|  | Q. erythrops                                                   |
|  |                                                                |

|  | Q. cardinalis |
|  |               |
|  | Q. erythrops  |
|  |               |

|  | Q. quelea                                                      |
|  |                                                                |
|  | \| \| Q. cardinalis \| \| \| \| \| \| Q. erythrops \| \| \| \| |
|  |                                                                |
|  | Q. cardinalis                                                  |
|  |                                                                |
|  | Q. erythrops                                                   |
|  |                                                                |

|  | Q. cardinalis |
|  |               |
|  | Q. erythrops  |
|  |               |

|  | Q. quelea                                                      |
|  |                                                                |
|  | \| \| Q. cardinalis \| \| \| \| \| \| Q. erythrops \| \| \| \| |
|  |                                                                |
|  | Q. cardinalis                                                  |
|  |                                                                |
|  | Q. erythrops                                                   |
|  |                                                                |

|  | Q. cardinalis |
|  |               |
|  | Q. erythrops  |
|  |               |

|  | Q. quelea                                                      |
|  |                                                                |
|  | \| \| Q. cardinalis \| \| \| \| \| \| Q. erythrops \| \| \| \| |
|  |                                                                |
|  | Q. cardinalis                                                  |
|  |                                                                |
|  | Q. erythrops                                                   |
|  |                                                                |

|  | Q. cardinalis |
|  |               |
|  | Q. erythrops  |
|  |               |